# سیارک ۲۵۴۱۴
سیارک ۲۵۴۱۴ (به انگلیسی: 25414 Cherkassky، نامگذاری:1999VH48) بیست و پنج هزار و چهارصد و چهاردهمین سیارک کشف شده‌است که در ۳ نوامبر ۱۹۹۹ کشف شد.
قدر مطلق سیارک برابر ۱۵.۵ است.